# Veslom preko Atlantskog oceana
Veslom preko Atlantskog oceana bio je pothvat dvojice umirovljenih hrvatskih branitelja dragovoljaca, Martina Cruickshanka i Wernera Ilića, tijekom kojega su u čamcu Fenix preveslali Atlantski ocean.

## Pripreme
Martin Cruickshank rođen je 1960. godine u Škotskoj, u vojničkoj obitelji. Tijekom vojne karijere postaje kapetan britanske vojske. Na početku Domovinskog rata priključio se hrvatskoj vojsci u obrani Vukovara. Nakon rata ostao je živjeti u Hrvatskoj, u Velikoj Gorici. Werner Ilić rođen je 1967. godine u hrvatskoj iseljeničkoj obitelji u Sjedinjenim Američkim Državama. Početkom Domovinskog rata vraća se u Hrvatsku i priključuje hrvatskoj vojsci, te postaje brigadir i zapovjednik Središta za specijalističku obuku dočasnika Damir Tomljanović Gavran u Šepurinama kod Zadra. Cruickshank i Ilić upoznali su se u Šepurinama, gdje su obojica bili instruktori obuke.
Cruickshank je već 2015. godine sa svojom sestrom Fenellom pokušao preveslati Atlantski ocean, ali zbog loših vremenskih prilika su, nakon prijeđenih gotovo dvije trećine puta, bili prisiljeni odustati. Kako su Cruickshank i Ilić već bili surađivali u raznim projektima odlučili su zajedno pokušati i prelazak Atlantika. Tim pothvatom željeli su obilježiti tridesetu godišnjicu međunarodnog priznanja Hrvatske. Također, Hrvatsku su željeli upisati u ligu prekooceanskih veslačkih velesila te time doprinijeti promociji Hrvatske u svijetu.

## Putovanje
Dana 15. siječnja 2022. godine ispred Muzeja Turopolja u Velikoj Gorici svečano su ispraćeni na put. Kombijem su putovali kroz Sloveniju, Italiju, Francusku i Španjolsku, a zatim trajektom od Španjolske do Kanarskih otoka.
Sa Kanarskih otoka isplovili su 30. siječnja. Putovali su u čamcu Fenix dugom 7,1, a širokom 1,9 metara, izrađenim od staklene vune i obloženim kevlarom kako bi bili zaštićeni od mogućih napada agresivnih riba koje sabljama mogu probiti i brodske oplate. Nosili su 540 paketa hrane u prahu, suho voće, orahe i bademe, što im je bilo dovoljno za tri obroka dnevno za devedeset dana, a vodu za piće dobivali su iz solarnog desalinizatora. Veslali su po sustavu dva plus dva, što znači da su dva sata veslali, potom se odmarali. Tijekom loših meteoroloških uvjeta i velikih valova hermetički su se zatvarali u čamac dok oluja ne bi prošla.
Putovanje je trajalo 83 dana, a završili su ga 22. travnja pristajanjem u Bridgetownu na Barbadosu.

## Vanjske poveznice
Mrežna mjesta
- Fenix, prikaz rute putovanja
- Veslom preko Atlantskog oceana na stranicama Međunarodnog društva oceanskog veslanja
- Martin Cruickshank, profil na stranicama Međunarodnog društva oceanskog veslanja
- Werner Ilić, profil na stranicama Međunarodnog društva oceanskog veslanja